# Zeravschania membranacea
Zeravschania membranacea är en flockblommig växtart som först beskrevs av Pierre Edmond Boissier, och fick sitt nu gällande namn av Pimenov. Zeravschania membranacea ingår i släktet Zeravschania och familjen flockblommiga växter. Inga underarter finns listade i Catalogue of Life.